# Berlevåg
Berlevåg ([]ⓘ en sami septentrional: Bearalváhki) es un municipio en el condado de Finnmark, Noruega. Tiene una población de 1020 habitantes y su centro administrativo es el pueblo de Berlevåg.
Hay dos asentamientos en el municipio de Berlevåg: el pueblo de Berlevåg y el pueblo de Kongsfjord (con aproximadamente 45 habitantes). Casi todos los residentes en el municipio viven en el pueblo de Berlevåg. El faro Kjølnes se encuentra en la costa, al este del pueblo de Berlevåg.

## Información general

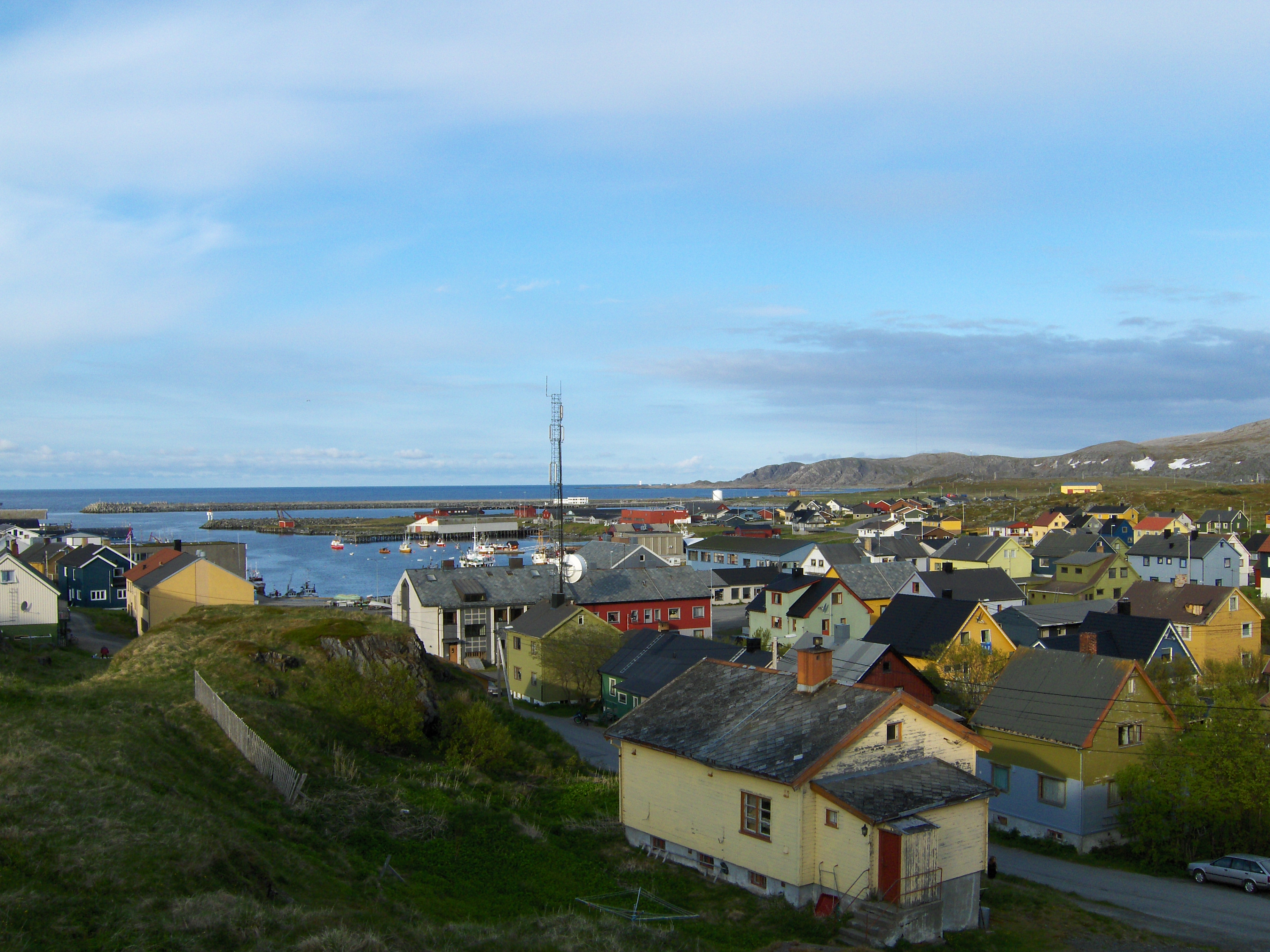
Vista del pueblo de Berlevåg.

El municipio de Berlevåg fue establecido el 1 de enero de 1914, cuando fue separado de municipio de Tana. Inicialmente, había 784 residentes. Las fronteras no han cambiado desde entonces.

### Nombre
Hay diferentes opiniones sobre el origen del nombre de Berlevåg (o históricamente deletreado Berlevaag). La primera definición del nombre es que tiene relación con un nombre relacionado con un nombre antiguo del idioma sami septentrional que sonaba como Berlevaggi o Perlavaggi. La segunda teoría sobre el origen del nombre es que viene del nombre del primer colono o explorador de la bahía, que se llamaba Berle o Perle. La última teoría del nombre dado al municipio, que es menos probable, dice que el primer elemento se deriva de la palabra perle noruega que significa "perla" y el último elemento es våg, que significa "bahía".

### Escudo de armas
El escudo de armas es de los tiempos modernos. Se lo concedió el 22 de julio de 1988. El escudo muestra un rayonny de cinco ondas de color amarillo sobre azul. Tiene el propósito de simbolizar las olas que rompen contra la costa, lo que puede representar tanto a la lucha contra el mar, así como la dependencia de ella.

### Iglesias
La Iglesia de Noruega tiene una parroquia (sokn) dentro del municipio de Berlevåg. Es parte del decanato de Varanger en la diócesis de Nord-Hålogaland.
| Parroquia (Sokn) | Nombre              | Localización | Comienzo de la construcción |
| ---------------- | ------------------- | ------------ | --------------------------- |
| Berlevåg         | Iglesia de Berlevåg | Berlevåg     | 1960                        |

## Transporte
El aeropuerto de Berlevåg está situado a las afueras del pueblo de Berlevåg. La ruta nacional de Noruega 890º atraviesa Berlevåg, y conecta con los municipios vecinos y el resto de Noruega. 
Frente a las condiciones brutas del océano, los cuatro rompeolas artificiales que protegen el puerto de Berlevåg se han destruido varias veces debido al mal tiempo. Los rompeolas actuales incluyen los tetrápodos que se entrecruzan y que han hecho de rompeolas flexibles, y que puede resistir el Mar de Barents. El puerto esta completamente asegurado con rompeolas desde en 1973. Desde entonces, los ferris costeros ha sido capaz de atracar en Berlevåg. Antes de ese tiempo, el buque más pequeño tuvo que descargar mercancías y pasajeros en mar abierto y luego trasladarlos al puerto.

## Geografía

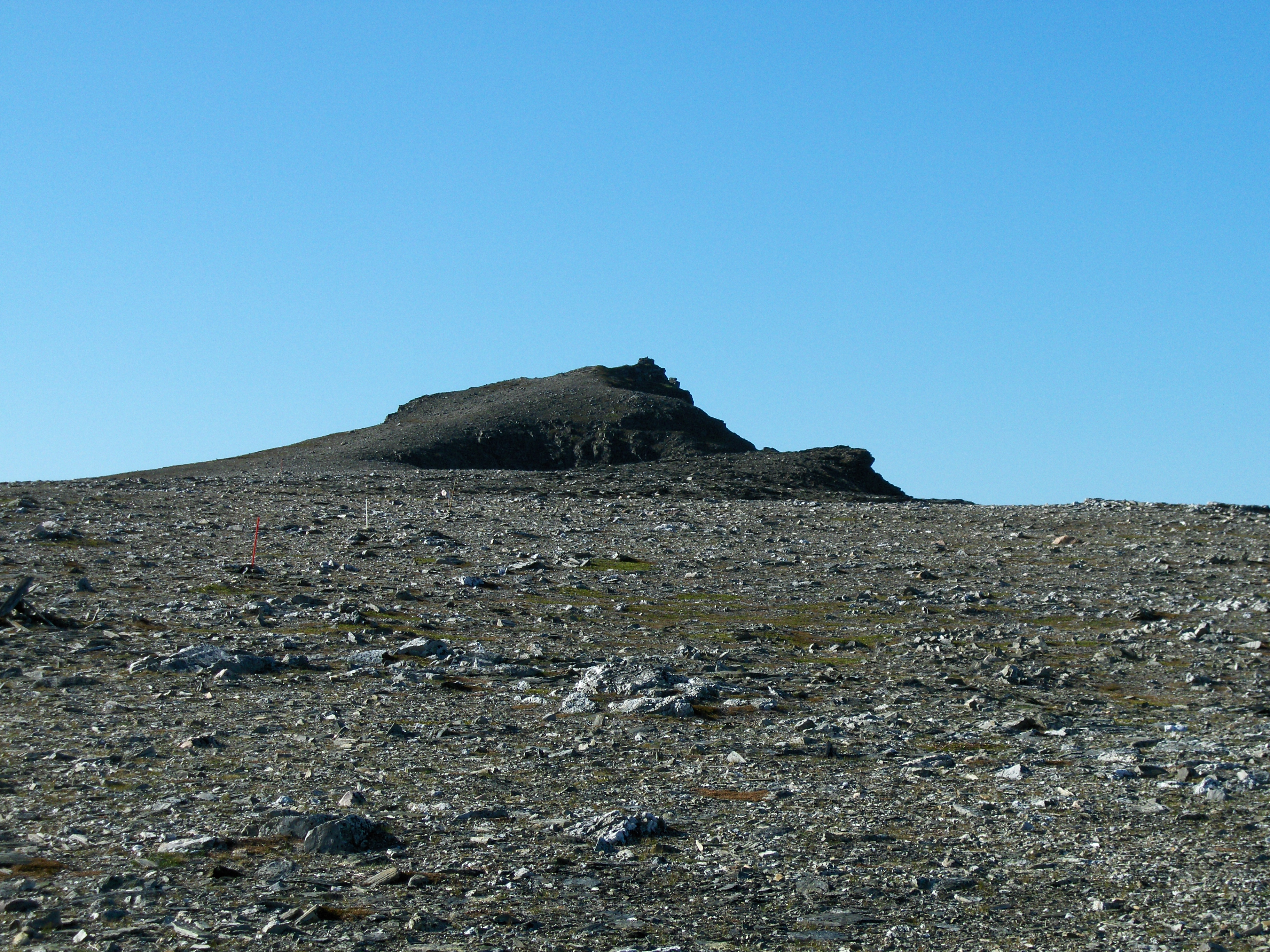
Vista de la montaña Tanahorn.

El municipio está situado en la parte noroeste de la península de Varanger, frente al abierto mar de Barents hacia el norte y el fiordo de Tana al oeste. Es una región aislada y estéril en su mayoría con las rocas y la tundra. No hay árboles nativos en Berlevåg porque los veranos son fríos y ventosos. El municipio también contiene los lagos Geatnjajávri y Skonsvikvatnan.

### Clima
Ubicada en la costa de Berlevåg, sirve para moderar las temperaturas durante el invierno, recibiendo calor de la corriente del Golfo. Las temperaturas durante el invierno rara vez pasan por debajo de -15 °C, mientras que las temperaturas máximas durante el verano son por lo general alrededor de 13 °C.

### Avifauna
El mar y las islas a lo largo de esta parte de la costa de Finnmark son el hogar de miles de aves marinas. Además de las grandes colonias de aves marinas, con miles de aves que anidan, también hay zonas de naturaleza virgen que consiste en montañas, páramos y pantanos. Esto permite la observación de aves en su entorno natural.

## Historia

### Segunda Guerra Mundial

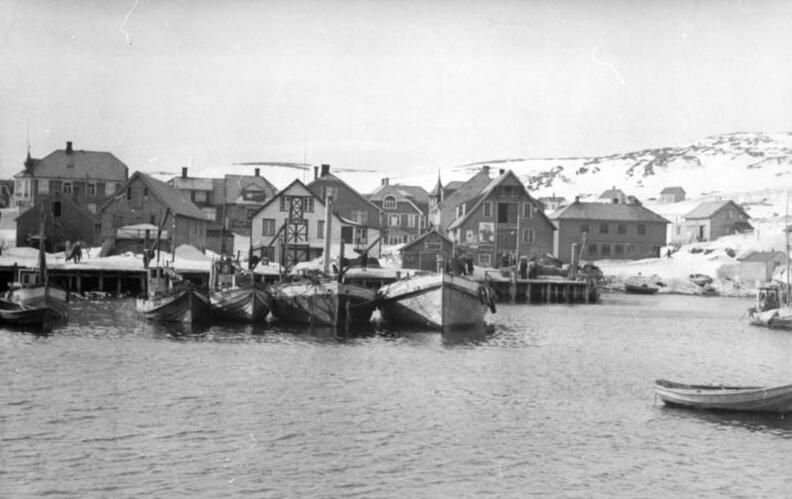
Vista del pueblo de Berlevåg en 1942, antes de que el pueblo fuera quemado.

Berlevåg, junto con el resto de Finnmark, fue ocupada durante la Segunda Guerra Mundial. El aeropuerto de Berlevåg fue puesto originalmente en uso en este momento, cuando las fuerzas de ocupación alemanas lo construyó con la ayuda obligada de cientos de prisioneros de guerra rusos. Desde 1943 a 1944, hubo bombardeos estratégicos casi diarios desde Rusia en Berlevåg y al campo de aviación alemán.
En noviembre de 1944, el pueblo fue completamente incendiado y los habitantes evacuados por la fuerza como parte de la estrategia de tierra quemada de los alemanes. Como consecuencia, el gobierno noruego quiso reubicar a los habitantes en la cercana Kongsfjord debido a que era un mejor puerto, pero ellos se negaron, y el pueblo fue reconstruido. Como no hay absolutamente ningún árbol en Berlevåg, muchas de las casas en Berlevåg fueron construidos por la ayuda de los tablones de madera de la pista de aterrizaje del campo de aviación alemán anterior.

## Cultura popular
Berlevåg trajo algo de fama en Noruega, cuando el director de cine noruego Knut Erik Jensen hizo una película documental sobre Berlevåg Mannsangsforening, con el coro masculino de Berlevåg. La película Heftig og begeistret (en español, "Fresco y Loco") fue un gran éxito de 2001 en Noruega, en donde se muestra por primera vez en el Festival Internacional de Cine de Tromsø. El coro fue más adelante en una gira por los Estados Unidos y se presentó en la zona cero en Nueva York. El miembro más antiguo y más famoso del coro, Einar Strand, murió a la edad de 98 en 2004.
Berlevåg es también el lugar de la historia de ficción "El festín de Babette", que la autora danesa Karen Blixen publicó en la antología "Siete cuentos góticos" en 1934.

## Ciudades hermanas
Las siguientes son las ciudades hermanas de Berlevåg:
- Belomorsk - Rusia